# Снєтков Борис Васильович
Борис Васильович Снєтков (27 лютого 1925, Саратов, РРФСР, СРСР — 18 вересня 2006, Москва, Росія) — радянський воєначальник, командувач військ Сибірського (1979—1981) та Ленінградського (1981—1987) військових округів, головнокомандувач Групи радянських військ у Німеччині / Західної групи військ (1987—1990), генерал армії (07.05.1986). Кандидат у члени ЦК КПРС у 1986—1990 роках. Депутат Верховної Ради СРСР 10—11-го скликань.

## Життєпис
Закінчив школу № 2 міста Саратова.
У 1942 році призваний у Червону армію, служив червоноармійцем артилерійського полку в Приволзькому військовому окрузі. У 1943 році закінчив 2-е Київське артилерійське училище, яке перебувало тоді в евакуації в Саратовській області.
Учасник німецько-радянської війни з листопада 1943 року. Служив командиром СУ-152, командиром взводу самохідних артилерійських установок 9-го гвардійського та 395-го гвардійського важкого самохідних артилерійських полків, командував батареєю самохідних артилерійських установок (САУ) і був ад'ютантом командира полку САУ.
Влітку 1945 року був перекинутий на Далекий Схід і брав участь у радянсько-японській війні в складі військ 1-го Далекосхідного фронту. Служив помічником начальника штабу танкового полку з розвідки.
Член ВКП(б) з 1945 року.
Після війни продовжив службу в армії, обіймав командні та штабні посади в Прибалтійському та Київському військових округах. У 1946—1950 роках — помічник начальника штабу полку з оперативної роботи.
У 1950—1953 роках — слухач Військової академії бронетанкових військ імені Й. В. Сталіна.
У 1953—1959 роках — начальник штабу полку. У 1959—1965 роках — начальник оперативного відділення штабу дивізії, командир танкового полку. У жовтні 1965—1966 роках — начальник штабу дивізії.
У 1966—1968 роках — слухач Військової академії Генерального штабу Збройних сил СРСР імені К. Є. Ворошилова.
У 1968—1971 роках — командир 17-ї гвардійської танкової Криворізької Червонопрапорної ордена Суворова дивізії Київського військового округу.
У травні 1971 — серпні 1973 року — начальник штабу — 1-й заступник командувача 3-ї армії Групи радянських військ у Німеччині.
30 липня 1973 — липень 1975 року — командувач 1-ї гвардійської танкової Червонопрапорної армії Групи радянських військ у Німеччині (штаб армії — в місті Дрезден).
У липні 1975 — січні 1979 року — 1-й заступник головнокомандувача Групи радянських військ у Німеччині.
У січні 1979 — жовтні 1981 року — командувач військ Сибірського військового округу.
У листопаді 1981 — листопаді 1987 року — командувач військ Ленінградського військового округу.
26 листопада 1987 — червень 1989 року — головнокомандувач Групи радянських військ у Німеччині. У червні 1989 — грудні 1990 року — головнокомандувач Західної групи військ у Німеччині.
У січні 1991 — травні 1992 року — військовий інспектор-радник Групи генеральних інспекторів Міністерства оборони СРСР.
З травня 1992 року — у відставці.
Помер 18 вересня 2006 року в Москві. Похований у Москві на Троєкуровському цвинтарі.

## Військові звання
- полковник
- генерал-майор танкових військ (29.04.1970)
- генерал-майор (1973)
- генерал-лейтенант танкових військ (08.05.1974)
- генерал-полковник (05.05.1978)
- генерал армії (07.05.1986)

## Нагороди
- орден Леніна
- орден Жовтневої Революції
- три ордени Вітчизняної війни І ст. (2.02.1944, 8.09.1945, 11.03.1985)
- орден Вітчизняної війни ІІ ст. (6.05.1945)
- два ордени Червоної Зірки (12.12.1943, 10.07.1944)
- орден «За службу Батьківщині у Збройних Силах СРСР» ІІІ ст. (1975)
- медаль «За відвагу» (20.02.1945)
- медаль «За бойові заслуги»
- медалі